# فيلمنرود
بَلْدَة ڤِيلّمِنٌرُود (بالأَلمانِيَّة: Gemeinde Willmenrod) هي بَلدَة أَلمانِيَّة في مِنطَقَة ڤِيستر ڤَآلد كرآيس التَّابِعة لِمُحافظة كُوبلنز في وِلاَية رَآينٌ لَاند - بفَآلز في جُمهُوريَّة أَلمَانيَا الاِتّحاديّة بمِساحة تُقَدَّر بحَوالَي 4 كم².

## وَصلات خارجيّة
- الصّفحة الرّسميّة لِبَلدَة ڤِيلّمِنٌرُود (باللُّغَة الأَلمانِيَّة).